# Phyllomyza beckeri
Phyllomyza beckeri is een vliegensoort uit de familie van de Milichiidae. De wetenschappelijke naam van de soort is voor het eerst geldig gepubliceerd in 1920 door Kramer.